# Tetovo, Ruse
Tetovo (în bulgară Тетово) este un sat în comuna Ruse, regiunea Ruse,  Bulgaria. 

## Demografie
Componența etnică a satului Tetovo
     Turci (25,83%)
     Bulgari (53,69%)
     Romi (8,82%)
     Nicio identificare (11,65%)
La recensământul din 2011, populația satului Tetovo era de 2.017 locuitori. Din punct de vedere etnic, majoritatea locuitorilor (53,69%) erau bulgari, existând și minorități de turci (25,83%) și romi (8,82%). Pentru 11,65% din locuitori nu este cunoscută apartenența etnică.